# Kommersiell
|  | Wiktionary har en ordboksartikel om kommersiell. |

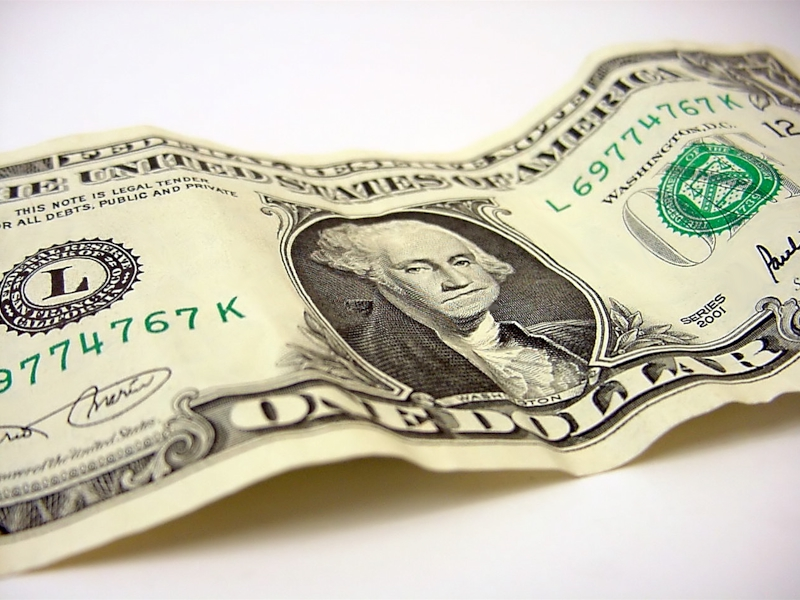
Kommersiell syftar på verksamhet där pengar spelar viss eller stor roll.

Kommersiell syftar i första hand på verksamhet som omsätter pengar och bedrivs i vinstsyfte under yrkesmässiga former. Även verksamhet som bedrivs ideellt eller till självkostnad kan anses som kommersiell om den bedrivs i konkurrens med annan liknande verksamhet som bedrivs i vinstsyfte. Motsatsen är icke-kommersiell.
Att kommersialisera en vara eller tjänst innebär att introducera den på marknaden, det vill säga göra den till föremål för vinstgivande verksamhet. En uppfinning eller en patenterad vara märks inte som en innovation förrän den har blivit kommersialiserad.

## Etymologi
Ordet förekommer i svensk skrift första gången 1811. Det kommer från franskans commercial (efter commerce, 'handel'). Det är också relaterat till engelskans ord commercial (annons); en annons syftar dock bara på marknadsföringen av en produkt/verksamhet, inte på produkten eller verksamheten i sig.

## Olika betydelser
Kommersiell kan ingå som ord i sammansättningar och begrepp med olika betydelser:
- Kommersiell fastighet – fastigheter som används för olika sorters företag (särskilt inom handel).[6] Begreppet är välanvänt inom butiksvärlden, som i butiksetableringar i bland annat köpcentra.
- Kommersiell service – de tjänster eller den tjänstenivå som tillhandahålls (inom ett visst område)[7]
- Kommersiell rätt – juridiska begrepp med anknytning till avtal inom affärsverksamheter.[8] Här finns bland annat kommersiell avtalsrätt och kommersiell EU-rätt.[9]